# DSP 미디어
DSP 미디어(영어: DSP Media)는 1991년에 설립된 대한민국의 종합 엔터테인먼트 회사이다. 한밭기획 전무이사였던 이호연이 소방차의 성공을 바탕으로 독립하여 설립한 기획사로서, 음반 기획 및 제작, 연예인 매니지먼트에 이어 이후 스타 마케팅, 레코딩 스튜디오, 음반 유통 등 관련 분야를 확장해 나갔다. 2005년부터 방송 영상 제작까지 영역을 확장했다. 연예인 매니지먼트, 음반 제작, 방송 콘텐츠(TV 드라마, 예능 프로그램)를 제작, 공급하고 있다.
1990년대 중후반 및 2000년대 초중반 SM 엔터테인먼트와 라이벌 구도를 형성하며 아이돌 산업의 양대산맥을 이루었다. 2010년 3월 이호연 사장이 뇌출혈로 쓰러져 투병하게 되자 아내인 최미경이 대표이사를 대행하는 체제로 바뀌었는데, 이 여파로 예전만큼의 위상을 보여 주지 못했다. 이호연 사장은 오랜 투병 끝에 2018년 2월 14일 항년 64세로 별세하였다.
현재 영파씨, 카드, 손동표 등의 연예인이 있다. DSP 미디어의 대표적인 드라마(외주제작)는 《마이걸》과 《연개소문》, 《외과의사 봉달희》 등이 있으며, 대표적인 예능 프로그램(외주제작)에는 《박수홍 최원정의 여유만만》, 《경제 비타민》, 《좋은나라 운동본부》 등이 있다.
2022년 1월 26일, 동종업계 종합엔터테인먼트 상장사 RBW가 90억 원에 DSP의 지분을 확보한 후 28일 계약금으로 80%를 지급하였고, 3월 31일 잔금(20%)을 완납하며 인수를 완료했다.

## 연혁
- 1991년 10월 한밭기획에서 소방차를 기획하였던 이호연씨가 독립하여 대성기획 창립
- 1999년 DSP엔터테인먼트로 회사명을 변경
- 2006년 3월 호신섬유를 합병, 3월 (주)디에스피이엔티로 회사명을 변경
- 2008년 9월 현재의 명칭 (주)디에스피미디어 (DSP 미디어)으로 회사명을 변경
- 2010년 3월 이호연 사장이 뇌출혈로 쓰러진 이후 그의 부인인 최미경씨가 대표이사를 맡음
- 2018년 2월 이호연 사장이 사망했고 최미경 사장이 공식 승계했다.
- 2022년 1월 RBW가 DSP 미디어 경영권 인수, 대표이사 교체

## 역사
체육교육과 졸업 이후 대전의 한 고등학교에서 체육교사 일을 하던 이호연 대표는 1981년 양승국 한밭기획 사장에게 발탁되어 연예계에 입문했다. 그는 한밭기획에서 양승국 사장과 함께 태진아의 매니저로 연예계 활동을 시작했으며 소방차, 유열, 심신 등 여러 가수들의 매니지먼트 일을 도맡았으며 이 과정에서 훗날 TS엔터테인먼트를 설립하는 김태송을 등용해서 소방차의 매니저로 임명했다. 1991년 10월 한밭기획을 나와 자신의 연예기획사인 대성기획을 설립했다. 이호연은 한밭기획에서 자신이 프로듀싱한 소방차가 가요계에서 큰 성공을 거둔 것을 보고, 한국형 아이돌을 제작하면 연예계에서 성공할 수 있겠다는 포부를 가지고 기획사를 차려 독립했다. 대성기획 설립 이후 그는 잼, 코코, 뮤 등 여러 그룹의 제작 및 프로듀싱을 맡았다.
1996년, SM엔터테인먼트에서 H.O.T.를 런칭해 데뷔시켰다. H.O.T.는 이전까지 한국 가요계에서 없던 10대 아이돌 그룹으로, 데뷔와 동시에 강렬한 댄스음악을 바탕으로 10대 팬들의 절대적인 지지에 힘입어 가요계에서 큰 성공을 누리고 있었다. 같은 해 SM엔터테인먼트에서 첫 걸그룹 S.E.S.를 런칭하자, 이듬 해 4월 대성기획의 첫 걸그룹 핑클을 제작해 S.E.S.와 라이벌 구도를 이루며 큰 인기를 얻게 된다. 1998년 4월 SM에서 신화를 데뷔시키자, 이듬 해 DSP미디어는 국내 최초 밴드형 아이돌 그룹 클릭비를 런칭해 다시 한번 좋은 성적을 거두었다. 젝스키스, 핑클, 클릭비의 잇따른 성공으로 대성기획은 한국 가요계에서 SM와 함께 가장 높은 영향력을 행사하는 연예기획사가 되었다. 1999년, 대성기획은 DSP 엔터테인먼트로 사명을 변경했다.
2004년, SM엔터테인먼트는 동방신기를 런칭했다. 이 시기 DSP는 2000년 젝스키스의 해체, 2003년 핑클의 개인활동과 더불어 클릭비마저 소속사를 이전하면서 위태로운 상태였다. 그러나 이듬 해인 2005년, DSP는 SS501를 런칭하면서 보이그룹으로 다시 한번 성공을 맛보게 되었다. SS501은 동방신기, 슈퍼주니어와 함께 2000년대 중후반의 가요계에서 가장 성공적인 성적을 거둔 보이그룹으로 평가받았다. 2000년대 중반 DSP는 드라마 사업 등 타 분야에도 진출, 드라마 연개소문을 제작하는 등 연예계 내에서 다양한 엔터테인먼트 사업에 뛰어들며 영향력을 발휘했고 2006년, 사명을 DSP ENT로 변경하였다. 한편 잠시 활동을 중단했던 핑클은 2005년 10월, 스페셜 앨범을 발표하며 일시적으로 가요계에 컴백했고 핑클의 지난 7년 활동을 총망라하며 그룹 활동을 마무리지었다.
2007년, DSP는 핑클 이후 9년만에 신인 걸그룹 카라를 런칭했다. 카라는 데뷔 초반 부진한 음원성적과 김성희의 탈퇴로 위기를 맞기도 했으나, 이듬 해 새 멤버 강지영과 구하라를 영입하며 팀을 재정비해 <Rock U>, <Honey>, <미스터>, <Pretty Girl>, <Lupin> 등 여러 히트곡을 발매하며 큰 성공을 거두었고 일본에도 진출해 한류스타가 되었다. 카라는 원더걸스, 소녀시대와 함께 2000년대 후반 ~ 2010년대 초반의 한국 가요계에서 가장 성공적인 성적을 거둔 걸그룹으로 평가받았다. 2009년, DSP는 카라와는 다른 컬러를 지닌 걸그룹 레인보우를 추가로 런칭했으며 이는 이호연 대표의 생전 마지막 신인 제작이 되었다.
2010년 3월, 이호연 대표는 술자리를 마치고 집으로 돌아가던 중 뇌출혈 증세를 보이며 쓰러졌다. 다행히 생명이 위험할 정도는 아니었으나, 거동이 불편해지면서 경영 일선에서 물러나고 그의 아내인 최미경 씨가 DSP의 전반적인 경영을 맡게 되었다. 이 과정에서 최미경 씨는 이호연 대표와 결혼하기 전에 낳은 딸 강나현 씨를 이사로 임명하는 등 족벌 경영 체제로 돌입했다. 이호연 대표가 경영일선에서 물러난 이듬 해 1월, 카라 멤버들과 전속계약 조건을 놓고 소송이 벌어지는 이른바 '카라 사태' 가 터지게 되었다. 카라 사태로 인해 카라는 해체 직전의 상황까지 몰렸으나, 태진아를 필두로 한 연제협과 가수협회의 중제로 멤버들이 그룹 활동에 복귀하면서 마무리되었다.
2012년, DSP는 SS501 이후 7년만에 보이그룹 에이젝스를 런칭하였다. 이 과정에서 훗날 여자친구로 대성하게 되는 김소정을 팬 역할로 해서 페이크 다큐멘터리를 촬영했다. 에이젝스는 일본 시장에서 자리를 잡고 왕성한 활동을 보였으나, 이전 DSP의 그룹들만큼 성공적인 성적을 남기는데는 실패하였다. 같은 해 DSP는 걸그룹 퓨리티를 런칭하여 일본 시장에 집중하여 활동을 시켰고, 이 후 국내 데뷔를 추진하였으나 결국 무산되었다. 2014년 초 카라 멤버 박규리와 정니콜이 전속계약 종료와 함께 카라를 탈퇴하면서, 카라의 새 멤버를 뽑기 위한 오디션 프로그램 《카라 프로젝트: 카라 더 비기닝》을 런칭하여 허영지가 최종 우승하였다. 2014년 8월, 카라는 새 멤버 허영지를 영입해 4인 체제로 미니앨범 <Day & Night (EP)》을 발매, 타이틀 곡 맘마미아로 활동을 재개하였다.
2015년, DSP미디어는 클릭비의 재결합 활동을 총괄했다.
2015년 8월 24일, DSP는 걸그룹 에이프릴을 데뷔시켰다. 에이프릴은 카라 프로젝트에 출연했던 전소민과 김채원을 비롯, 배우 연습생으로 선발된 이현주와 이 후 타 기획사에서 영입된 이나은, 양예나, 이진솔 등 6인조로 구성되었다. 리더를 맡았던 전소민은 미니 1집 《꿈사탕》 활동을 마지막으로 그룹에서 탈퇴했으며 2015년 11월 발매된 미니 2집 《Boing Boing》과 스페셜 앨범 《Snowman》, 2016년 4월 발매된 미니 3집 《팅커벨》은 5인조로 활동했다. 2016년 5월 13일, 멤버 현주가 건강상 문제로 휴식에 들어갔으며, 이 후 4인 체제로 활동하다 10월 30일 현주가 공식적으로 그룹 탈퇴와 함께 배우 전향을 선언했다. 같은 해 12월, DSP는 프로듀스 101에 출연해 큰 인기를 끌었던 윤채경과 미국에서 유학생활을 하던 레이첼을 새 멤버로 에이프릴에 합류시켜 그룹을 재정비했고 이듬 해 1월 정규 1집 《Prelude》로 그룹 활동을 재개하였다.
2017년 DSP는 에이프릴의 활발한 활동과 배우로 전향한 이현주의 아이돌 리부팅 프로젝트 더 유닛 출전, 카라 해체 이후 허영지의 MC 전환 등 소속 아티스트들의 왕성한 활동으로 상향세를 맞았으며 이듬 해 이현주가 UNI.T로 최종 선발되었다. 2018년 7월, 에이프릴의 멤버 이나은이 웹드라마 《에이틴》에 출연하면서 큰 인기를 얻게 되고 이 후 각종 예능 프로그램과 광고에 캐스팅되었다. 이러한 이나은의 인기에 힘입어 10월, 미니 4집 《The Ruby>의 타이틀 곡 《예쁜게 죄》로 가요 프로그램에서 높은 순위를 기록했다.
이듬 해인 2019년 에이프릴은 개인활동에 집중해 활동하였고 같은 해 방영된 프로듀스 X 101에 자사 연습생 손동표을 출연시켰다. 손동표는 데뷔조인 X1의 멤버로 선발되어 2024년까지 X1 활동 예정이었으나, 프로듀스 101의 투표 조작 논란이 터지면서 이에 따른 여파도 X1는 2020년 1월 해체되었다. 허영지는 예능 프로그램 위주로 활동하였으며 이현주 역시 웹드라마에 출연하며 배우활동을 이어갔다.
2020년, 오랜 공백기 끝에 에이프릴은 2개의 미니앨범을 연달아 발매했다. 특히 이나은은 SBS 인기가요의 MC로 활동하였고, 각종 예능 프로그램과 광고에 연달아 출연하면서 높은 인기를 구사하였으며 타 에이프릴 멤버들 역시 각자의 개인활동에서 두각을 나타내였다. 같은 해 8월. 클릭비의 멤버로 데뷔해 DSP미디어 소속으로 활동하던 오종혁이 DSP미디어와 결별하며 클릭비 멤버들은 모두 DSP를 떠나게 되었다.
2021년 3월, DSP는 에이젝스 이후 9년만에 보이그룹 미래소년을 런칭했다. 에이프릴 역시 새 앨범을 발매하고 활동할 계획이었으나, 이현주가 에이프릴의 원년멤버들로부터 집단 괴롭힘을 당했다는 폭로를 하면서 그룹 활동이 무기한 중지되었다. DSP미디어는 집단괴롭힘 사실을 부인하며 이현주를 상대로 법적 공방을 벌였고, 이현주는 2021년 6월 DSP미디어를 퇴사했다.
2022년 1월 28일, 에이프릴은 7년간의 활동을 마감하고 해체를 선언하였다. DSP미디어는 에이프릴의 활동을 놓고 멤버들과 심도 있는 대화를 나눴으나, 고심 끝에 팀을 해체하고 멤버들의 솔로활동을 지원해주는 것으로 결론을 내렸다. 에이프릴 멤버들은 해체 이후 레이첼을 제외한 모든 멤버들이 DSP미디어와 전속계약을 해지하고 타 기획사로 이적하였다. 김채원은 장군엔터테인먼트, 이나은은 나무엑터스, 이진솔은 STORY&PLUS, 양예나는 스타베이스, 윤채경은 매니지먼트 에이엠나인과 전속계약을 맺었다. 한편 DSP미디어를 퇴사한 뒤 무소속으로 연예활동을 하던 이현주는 2023년 3월, 1592스튜디오와 전속 계약을 맺었다.
2022년 2월 RBW에 최종 인수되어 RBW 산하 레이블이 되었다.

## 주 업무
- 연예 매니지먼트
- 음반 기획 및 제작
- 음반 유통
- 레코딩 스튜디오
- 영상 프로덕션

## 현재 소속 연예인
그룹
| 소속 연예인 | 구성원                               | 리더   | 데뷔   | 이전 구성원 |
| ----------- | ------------------------------------ | ------ | ------ | ----------- |
| 카드        | 제이셉, BM, 전소민, 전지우           | -      | 2017년 |             |
| 가비엔제이  | -                                    | -      | 2005년 |             |
| 베이비블루  | 지나온, 도아윤                       | -      | 2020년 |             |
| 영파씨      | 정선혜, 위연정, 지아나, 도은, 한지은 | 정선혜 | 2023년 |             |

솔로 가수
- 손동표
- 서석진
- 안예은
- 이진재
- 김영조

배우
- 김민
- 김채원
- 성태
- 안서현
- 오혜원
- 윤정훈
- 이서영
- 이지현
- 이형훈
- 정예진
- 주현
- 한제이
- 황경하

## 과거 소속 연예인
| 가수 - 미래소년 - ZAM - 핑클 - 클릭비 - SS501 - 에이핑크 - 카라 - 레인보우 - CO CO - MUE - IDOL - 마운틴 - 김효수 - 엄지선 - 2Shai - Shyne(샤인) - 선하 - A'st1 - 유혜인 (퓨리티 전 멤버), 현 높은 엔터테인먼트 소속 배우 - 전재은 (퓨리티 전 멤버) - 에이젝스 - 캐스퍼 - 최현준 (V.O.S 멤버) - 에이프릴 연기자 등 - 이중옥 - 이현주 (에이프릴 전 멤버) - 오현경 - 박소현 - 이승연 - 이본 - 최할리 - 최배영 - 송찬익 |

## 과거 소속 연습생
- 강민희 (현 여성 3인조 미스에스 멤버)
- 구혜선 (배우)
- 도로시 (유튜버)
- 박시현 (전 5인조 걸그룹 스피카 멤버)
- 서지수 (현 8인조 걸그룹 러블리즈 멤버)
- 소원 (6인조 걸그룹 여자친구 전 멤버)[14]
- 손담비 (가수, 배우)
- 손유지 (전 5인조 걸그룹 애플비 (Apple.B) 멤버, 현 3인조 걸그룹 써드아이 (3YE) 멤버, 베이비 카라 참가자, 아이돌 리부팅 프로젝트 더 유닛 참가자)
- 故 안소진 (베이비 카라 참가자, 2015년 2월 24일 사망)
- 윤지성 (전 11인조 보이그룹 워너원 멤버, 프로듀스 101 2 참가자: 최종 8위)
- 이기광 (현 4인조 보이그룹 하이라이트 멤버)
- 장지수 (전 5인조 걸그룹 스윙클 멤버, 현 7인조 걸그룹 칠학년일반 멤버)
- 조시윤 (전 5인조 걸그룹 퓨리티 멤버, PRODUCE 101 참가자: 최종 41위)
- 홍진영 (가수)
- NS윤지 (가수)
- 강대현 (현 보이그룹 NXD 멤버)

### 연기자
- 김규민
- 류지선
- 조명운
- 조아라

## 과거 소속 일반직원
- 김태송(전 TS 엔터테인먼트 대표이사)
- 길종화(B2M 엔터테인먼트 총괄대표)[15]

## 방송 프로그램 제작

### DSP 제작 드라마
- SBS
- 세잎클로버
- 마이걸
- 그 여자
- 연개소문
- 외과의사 봉달희
- 불량 커플

### 콘텐츠 사업
- KBS 1TV
  - 좋은나라 운동본부
- KBS 2TV
  - 박수홍 최원정의 여유만만
  - 경제 비타민
  - 방방곡곡
  - 빅마마
  - WOW 화제와 현장
- KBS N
  - 게릴라 24시 노래방
  - KBS joy 이창명의 사생결단
- KBS N sports
  - 날아라 슛돌이 2
  - 날아라 슛돌이 3
- MBC TV
  - 실화탐사대

## 영화 제작
- 그 남자의 책 198쪽
- 긴급조치 19호

## 같이 보기
- 대한민국의 아이돌 그룹 목록
- 스윗튠(Sweetune)
  - 한재호
  - 김승수